# Wielka Cima

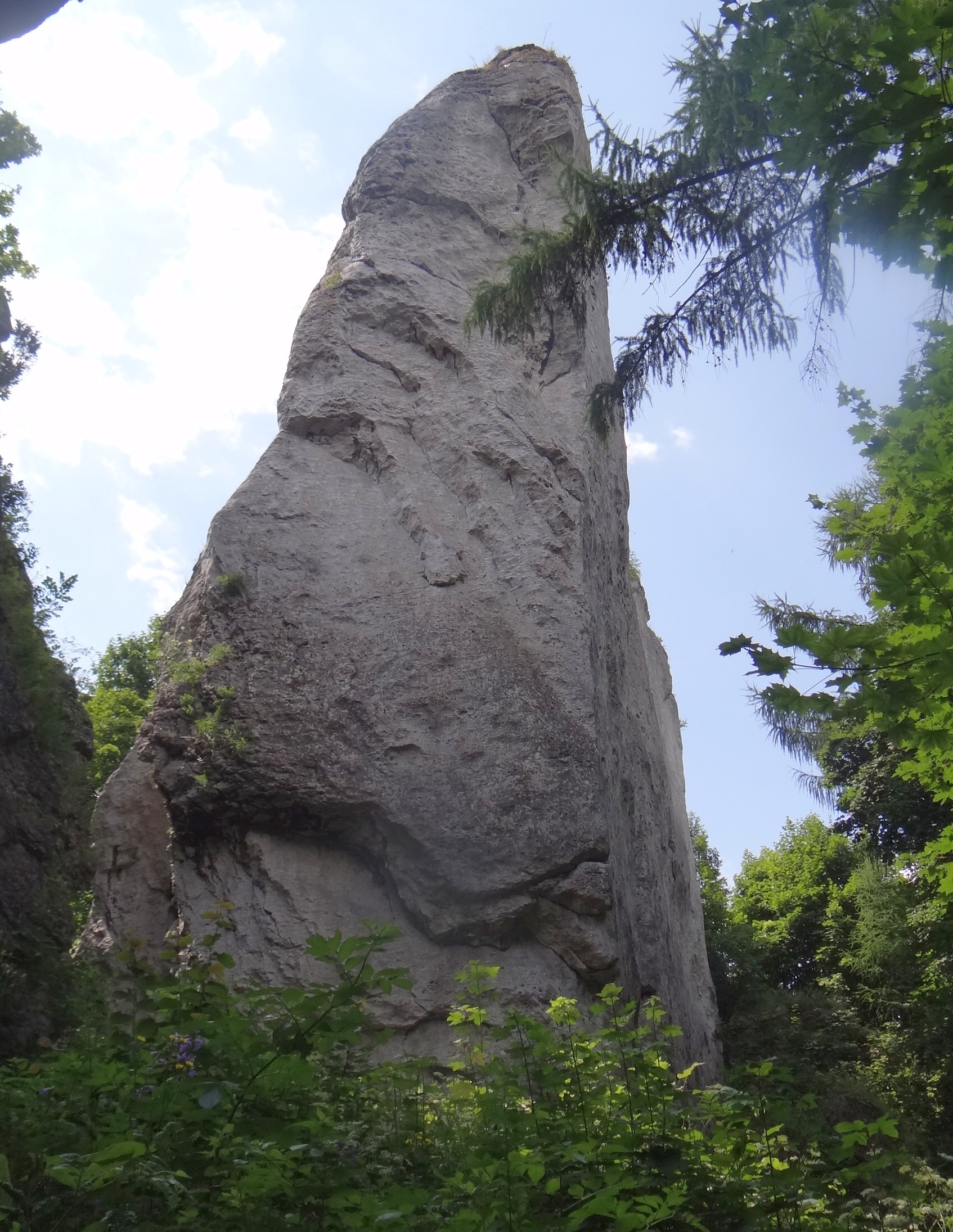

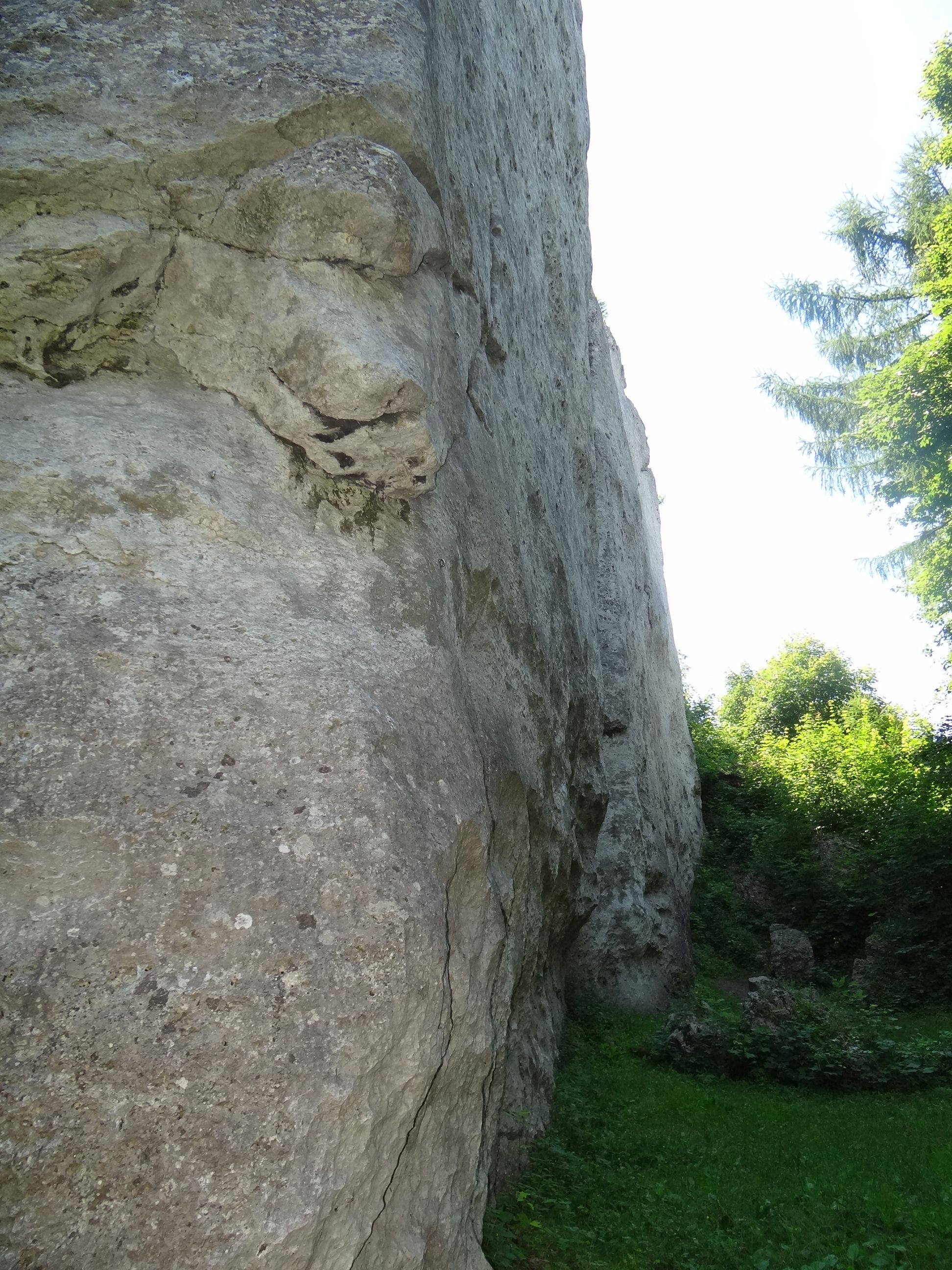

Wielka Cima – skała w miejscowości Podzamcze w województwie śląskim, w powiecie zawierciańskim, w gminie Ogrodzieniec. Znajduje się powyżej Zamku Ogrodzieniec, w murze skalnym po wschodniej stronie hotelu na Górze Janowskiego. Są to tereny Wyżyny Częstochowskiej wchodzącej w skład Wyżyny Krakowsko-Częstochowskiej, a Góra Janowskiego jest najwyższym wzniesieniem całej Wyżyny Krakowsko-Częstochowskiej.

## Drogi wspinaczkowe
Wielka Cima znajduje się w lesie między skałami Wielbłąd i Mała Cima. Zbudowana jest z twardych wapieni skalistych, ma ściany połogie lub pionowe i wysokość 25 m. Uprawiana jest na niej wspinaczka skalna. Są 33 drogi wspinaczkowe o trudności od III+ do VI.4+ w skali Kurtyki. Niemal wszystkie mają zamontowane stałe punkty asekuracyjne: ringi (r), stanowisko zjazdowe (st) lub dwa ringi zjazdowe (drz).

Wielka Cima I
1. Dzieci nocy; 10r + st, VI.4, 25 m
2. Misja; 9r + st, VI.3, 25 m
3. Misjonarz; 10r + st, VI.3+, 25 m
4. Transmisja; 7r + 2s + st, VI.4, 25 m
5. Dymy nad Birkenau; 8r + st, VI.3+/4, 25 m
6. Filar Cimy; 9r + st, VI.2+, 25 m

Wielka Cima II
1. Puls jazzu; 6r + rz, VI.4+, 18 m
2. Błagam, nie przeceniajcie; 9r + st + rz, VI.5, 25 m
3. Pałac Kultury; st, VI.3+ 25 m
4. Zalety minety; 3r + st, VI.4+, 25 m
5. Pierwszy krok ku doskonałości; 10r + st, VI.6+/7, 25 m
6. Snowbird hero; 9r + st, VI.5+, 25 m
7. Mandala życia; 9r + st, VI.5, 27 m
8. Potęga trójkątów; 11r + st, VI.6+, 25 m
9. Charitka; 9r + st, VI.5+, 26 m
10. Krucjata trzeźwości; 10r + st, VI.6, 25 m
11. Pijane trójkąty; 12r + st, VI.7, 26 m
12. Power of love 1/2; 7r + st, VI.7+, 23 m
13. Made in Poland; 11r + st, VI.8, 30 m
14. Magnum; 8r + st, VI.5+, 23 m
15. Wulkany miłości; 7r + st, VI.6, 24 m
16. Filar Paszczaka; 7r + st, VI.2+, 24 m
17. Komin między Cimami; IV, 24 m

Ściana wschodnia
1. Wejściowa; IV, 18 m
2. Salezjanie w śmietanie; 6r + st, V+, 16 m
3. Nieustające święto dyszla; 6r + st, VI+, 17 m
4. Pierwsza lewa; 7r + st, VI.1, 17 m
5. Przedostatnia szansa; 7r + st, VI+, 17 m
6. Chude pedały; 7r + st, VI.1+, 17 m
7. Rysa Kurtyki; VI+, 19 m
8. Zasadniczo jest kontrolnie; 7r + st, VI.1, 20 m
9. Mleczna droga; 7r + st, VI.1, 20 m
10. Hot rats; 8r + st, VI.1+, 20 m[3].

Wielka Cima cieszy się dużą popularnością wśród wspinaczy skalnych. Zaliczana jest przez nich do grupy Cim w rejonie skał Podzamcza.
Obok Wielkiej Cimy biegnie Szlak Orlich Gniazd – jeden z głównych szlaków turystycznych Wyżyny Krakowsko-Częstochowskiej.